# Hieracium planchonianum
Hieracium planchonianum là một loài thực vật có hoa trong họ Cúc. Loài này được Timb. & Loret mô tả khoa học đầu tiên.